# Соколники (район на Москва)
Вижте пояснителната страница за други значения на Соколники.
Соколники е административен район на Източен окръг в Москва.
Разположен е в Източния административен окръг. Включва също бившата територия на парка Соколники. Има 34 улици, по които минават 8 автобусни, 3 тролейбусни и 4 трамвайни маршрута. В него е метро-спирката „Соколники“. Жилищните сгради са 206, населението – 50 200 души.
По-известни промишлени предприятия: обувна фабрика „Буревестник“, Соколнически вагоноремонтен завод „СВАРЗ“, мелничен комбинат „Цюрупа“, трамвайно депо „Русаков“.
По-известни научни центрове: Московски вeртолетен завод „Миль“, НПО „Геофизика“, Централен научноизследователски институт по туберкулозата, Централен научноизследователски институт по кожно-венерологичните заболявания.
В района се намират също Дворецът на спорта Соколники, 9 училища и гимназии, 17 предучилищни заведения, 13 болници и поликлиники, 4 библиотеки, театърът „Роман Виктюк“. Функционират 35 хранителни магазина, 32 магазина за потребителски стоки, два големи търговски комплекса, 23 предприятия за обществено хранене и 26 предприятия за битово обслужване.